# Tout Eddy. Eddy Mitchell
 (mai 2020).
Si vous disposez d'ouvrages ou d'articles de référence ou si vous connaissez des sites web de qualité traitant du thème abordé ici, merci de compléter l'article en donnant les références utiles à sa vérifiabilité et en les liant à la section « Notes et références ».
Tout Eddy. Eddy Mitchell est un album biographique écrit par le journaliste Jean-Marc Thévenet, spécialiste de la BD et ancien rédacteur en chef du magazine Pilote, consacré au chanteur Eddy Mitchell et paru en 1994 aux éditions Albin Michel et Canal+ Éditions.

## Présentation
« La bible du grand Schmoll », tel est le titre de présentation de cet album qui a l'ambition de répondre aux mille et une questions sur tous les aspects de sa carrière : le chanteur bien sûr mais aussi le comédien, l'homme de télé, le 'romancier' ou le réalisateur de clips.
Ce livre-album est divisé en cinq parties qui couvrent sa carrière depuis ses débuts avec Les Chaussettes noires jusqu'au milieu des années 1990, en passant par les événements marquants de chacune des décennies précédentes. Il est agrémenté de plus d'une centaine de photos qui vont d'Eddy bébé jusqu'à son grand tour de chant de 1994 où il se produit dans 3 salles, l'Olympia, le Casino de Paris, le Zénith, chantant alternativement un répertoire rock, un répertoire crooner et un répertoire Rhythm and blues et country music. Outre les photos, il comprend également des documents tirés de clips, des affiches, des séquences d'un roman-photos et de bandes dessinées.
Il est complété par une discographie avec albums live et compilations, les adaptations qu'a faites ou chantées Eddy (voir ci-dessous le chapitre Les adaptations d'Eddy), une filmographie et une bibliographie.

## Les temps forts de sa carrière

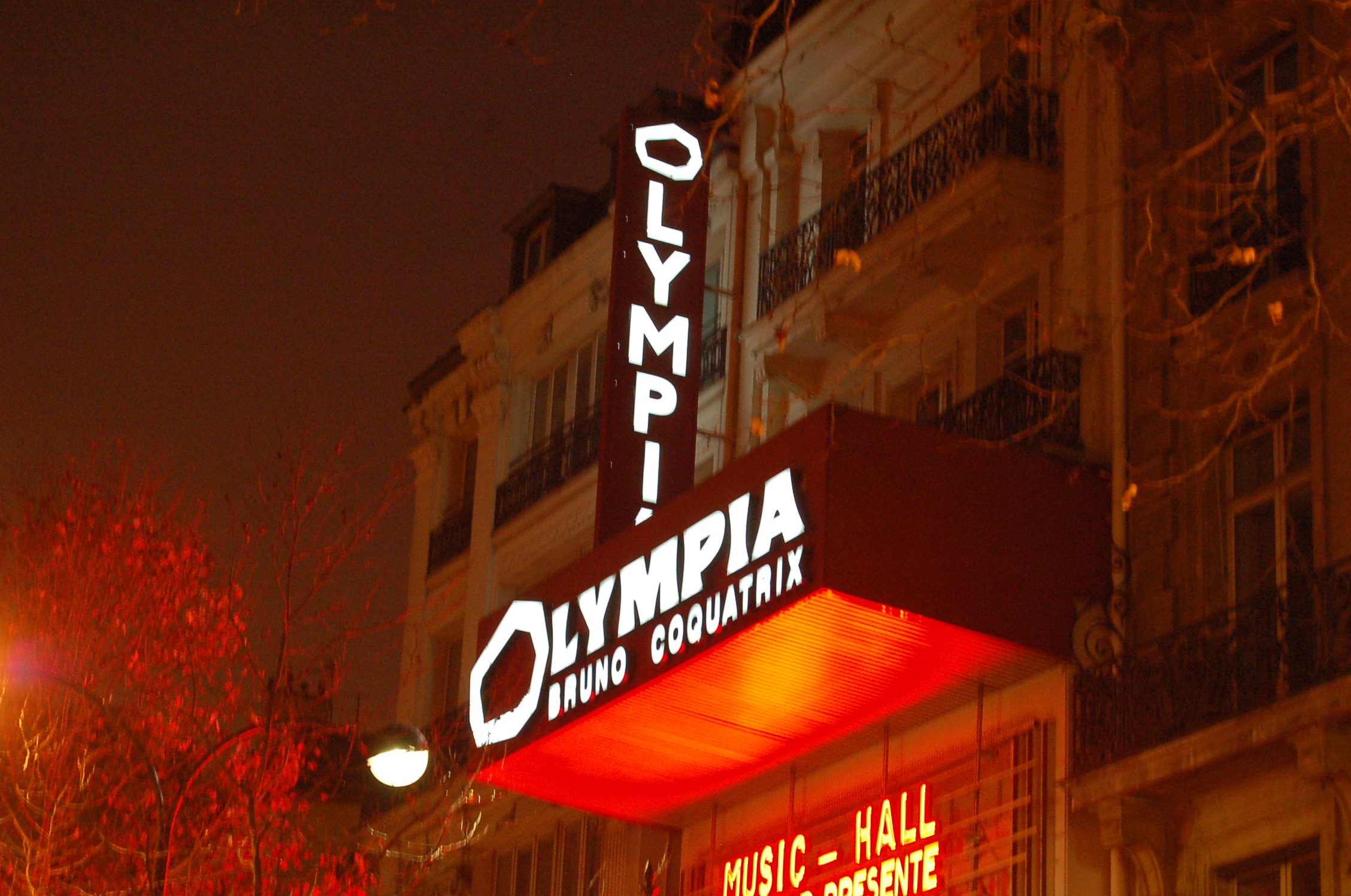
L'Olympia

### Des 'fortifs' auxFive Rocks
Du boulevard d'Algérie où il vit avec sa famille aux cinémas du quartier, le jeune Claude Moine grandit comme un garçon de son âge, écolier pas tout à fait modèle. Mais bientôt, il commence à 'monter sur les planches' et s'installe dans son esprit l'idée de fonder un groupe, surtout depuis que sa mère lui a offert son premier 45 tours : Bill Haley et ses Comets qui chante Rock Around the Clock. La grande aventure va bientôt débuter avec le quartier de La Trinité, le Golf-Drouot juste à côté et la rencontre avec un autre gars du quartier, un certain Johnny.

### Des Chaussettes Noires àEddy in London: 1961-1964
Les années soixante, c'est d'abord les Five rocks qui se transforment en marque de chaussettes (un fameux investissement pour la marque Stem), les 'galas-galère' des tout débuts, et puis le succès qui vient très vite, foudroyant dans cette France qui musicalement en est toujours aux chansons sirupeuses des Tino Rossi et consorts. C'est un succès vertigineux avec un million de disques vendus, des 'unes' de couverture des magazines pour jeunes qui fleurissent dans la presse, qui engendre aussi des tournées qui s'enchaînent avec Jean Nohain comme animateur ou un spectacle où ils cohabitent avec Omer un canard ventriloque.
Tout ça en quelques mois, c'est assez surréaliste. Mais il y a le service militaire qui se profile, l'armée, l'uniforme (à l'époque certains contingents ont fait 28 mois de service militaire dont une partie en Algérie) et dans ces conditions, une séparation inévitable qui laissera quelque amertume à certains. Eddy Mitchell en solo sortira très vite son premier album Eddy in London accompagné du London all stars truffés d'adaptations des grands succès américains comme Blue Jean Bop, Kansas City, Comment vas-tu mentir ?, Belle Honey (Money Honey), Jolie Miss Molly, Sentimentale (Baby I don't care), L'oncle John (Long Tall Sally), Peggy Sue ou Tu n'as rien de tout ça' (You're the devil in disguise).

### Les multiples talents d'Eddy: 1965-1980
Il bâtit sa carrière, doucement mais sûrement pourrait-on dire pour reprendre le titre d'une adaptation d'une chanson d'Elvis, refusant les modes du 'yé-yé' ou autre courant sucré pour être non seulement le rocker qu'il fut toujours mais également un chanteur de country, cette musique qu'il découvrira lors de ses voyages aux États-Unis, quelque part entre Memphis et Nashville et un crooner réalisant un rêve d'enfance de devenir le Sinatra français. L'album suivant Panorama est de la même veine (Repose Beethoven, Pas de chance) puis c'est Toute la ville en parle... Eddy est formidable avec Fauché, J'ai tout perdu et surtout le titre phare Toujours un coin qui me rappelle et à Londres, va rencontrer Mort Shuman.
Il trouve que la variété française s'enlise, ronronne avec des interprètes comme Sheila. Sur son album Perspective 66, il lance ce cri Et s'il n'en reste qu'un... je serai celui-là et poursuit ses adaptations de ceux qu'il aime (Satisfaction, Rien qu'un seul mot ou You've got to hide your love away, Tu ferais mieux de l'oublier). À partir de 1966, il subit l'influence du Rhythm and blues, participe à un roman-photos Eddy mène l'enquête  chante avec Gainsbourg dans un télé-film  Anna. Mais l'essentiel est sa première collaboration avec son pianiste d'alors Pierre Papadiamandis et ce titre qu'il reprendra pour leur vingtième anniversaire J'ai oublié de l'oublier. Désormais il enregistre aux États-Unis avec l'album De Londres à Memphis.
Pendant mai 68, il poursuit son travail, refusant de pactiser avec ceux qu'il appelle le club des riches. Eddy refuse aussi la mode 'rétro' qui sévit au début des années 1970. Le public s'éloigne, il se cherche et s'intéresse à la radio. Enfin en 1974, ce sera un 'retour aux sources' avec l'album Rocking in Nashville centré sur des adaptations de Chuck Berry comme À crédit et en stéréo (No particuliar place to go), Bye, bye, Johnny B.Goode et C'est un rocker. Le succès est là, conforté par les deux albums suivants dont les titres sont à eux seuls évocateurs : Sur la route de Memphis et La Dernière Séance.

### La maturité: les années 1980
La quarantaine n'est pas loin et pour lui, c'est le temps de la maturité. C'est le temps de la rencontre avec Coluche, le retour au cinéma avec un rôle superbe et couronné dans Coup de torchon de Bertrand Tavernier, la présentation de l'émission La Dernière Séance et pour couronner le tout, quelques disques d'or d'Eddy chanteur. Certainement, cette époque lui convient mieux : retour au cinéma d'auteur, le café-théâtre, des émissions de télé plus intéressantes, il s'y retrouve parfaitement dans cette ambiance de créateurs décontractés.
Côté sentimental, silence sur toute la ligne, il n'a jamais étalé sa vie privée sur la place publique. Mais là, c'est important : le 24 mai 1980, mariage avec Muriel à la mairie de Saint-Tropez avec Johnny pour témoin suivi de la naissance de Paméla le 18 janvier 1982. Et ce sera l'album Happy Birthday avec un titre phare, peut-être son plus gros succès : Couleur menthe à l'eau pour lequel il recevra le diamant de l'interprétation. Autre date marquante : le lendemain de la naissance de Paméla, c'est une autre naissance qu'il fête, celle de la première diffusion de La dernière séance. Alternant avec bonheur le cinéma, Attention ! Une femme peut en cacher une autre de Georges Lautner, Ronde de nuit de Jean-Claude Missiaen ou Frankenstein 90 d'Alain Jessua avec la chanson et les tournées, les albums Le Cimetière des éléphants et la tournée On The Rocks. (mai-juin 1982)
Ensuite, ce ne sera pas moins de quatre albums qui vont se succéder jusqu'à l'aube des années 1990, des albums marqués par la collaboration étroite entre Eddy et Pierre Papadiamandis rejoints parfois par Boris Bergman et Michel Gaucher et la diminution notable voire la disparition des adaptations : 
1. 1984 : Fan Album et Racines avec des titres tels que Comme quand j'étais môme, Nashville ou Belleville;
2. 1986 : Eddy Paris Mitchell avec Manque de toi ou Vieille canaille en duo avec Serge Gainsbourg;
3. 1987 : Mitchell avec La peau d'une autre, M'man, J'ai le bonjour du blues;
4. 1989 : Ici Londres Lèche-bottes blues, Under the rainbow, Le baby blues.

Il tourne avec des réalisateurs jugés 'difficiles', écrit un livre sur les recettes de cocktails Cocktail Story dont les droits sont reversés aux Restos du Cœur, participe au disque Pour toi Arménie et le 13 février 1986, Eddy est nommé chevalier des Arts et Lettres par le ministre Jack Lang. Sachant qu'on n'est jamais si bien servi que par soi-même, il passe à la réalisation de clips avec La peau d'une autre, M'man''Lèche-bottes blues à Paris et Londres, Baby blues à El Paso car « il ne s'agit pas de faire de l'image pour de l'image » fait-il remarquer. L'univers d'Eddy, c'est la chanson, la bande dessinée, le polar et bien sûr le cinéma. Si beaucoup de projets ne virent pas le jour (un film avec Robert Mitchum, un film sur Pancho Villa sur un scénario d'Eddy...) c'est avec son ami Gérard Jourd'hui qu'il va vivre les aventures de La Dernière séance et créer la société EM Productions.

### Une époque à venir: les années 1990[9]
Le secret de sa longévité : « N'avoir jamais cédé aux modes. » Dans une interview au journal Libération, il rétorque ironiquement qu'il ne lui est jamais venu à l'idée d'aller « tricoter des moutons en Ardèche. » Et l'ami Gérard Jourd'hui d'ajouter : « Comme il dépeint la société, sa propre vie, il ne flatte jamais le public. C'est pourquoi il a un potentiel. Eddy a toujours été Eddy. » Après une nouvelle tournée, naîtra une grande compilation de ses « œuvres », un mot qu'il n'aimait pas beaucoup.
Fin 1990, direction l'Arabie saoudite où il doit chanter pour les soldats français expédiés dans la guerre du Golfe, des gars qui se sont engagés parce qu'ils n'avaient rien trouvé d'autre, dit-il dans une interview. Expérience ratée, là-bas pas de rocker en jean et pas de Rock 'n' roll. Il se rattrapera ensuite avec un concert à Fréjus. Il retrouve Jean-Pierre Mocky pour le film Villa à vendre puis Claude Zidi pour La Totale ! et, grande consécration, reçoit une Victoire de la musique en 1992. L'année suivante, c'est la sortie de l'album Rio Grande, disque d'or en 1994, avec le titre éponyme, 18 ans demain ou Te perdre.
Pour couronner cette période, il se lance un super défi : crooner au Casino de Paris, rock et country à l'Olympia, ses grands succès au Zénith et pour finir en beauté, une grande rétrospective à Bercy.